# Myrsine cochinchinensis
Myrsine cochinchinensis är en viveväxtart som beskrevs av A. Dc. Myrsine cochinchinensis ingår i släktet Myrsine och familjen viveväxter. Inga underarter finns listade i Catalogue of Life.